# 白螺镇
白螺镇，是中华人民共和国湖北省荆州市监利市下辖的一个乡镇级行政单位。

## 行政区划
白螺镇下辖以下地区：
白螺中心社区、引港村、凤凰村、先锋村、新民村、联盟村、邹码头村、工农村、阳光村、韩埠村、支许村、贺沈村、王李村、毛桥村、贺刘村、五里庙村、瞿李村、红灯村、张先村、雷刘村、高黄村、朱田王村、荆红村、荆江村、薛桥村、六弓州村、万马村、红山村、杨林山村和大城池渔场。